# Вулиця Костюшка (Львів)
Ву́лиця Костюшка — вулиця в Галицькому районі міста Львова, неподалік від історичного центру. Сполучає вулицю Дорошенка з площею Генерала Григоренка та вулицею Листопадового Чину, утворюючи перехрестя з вулицею Січових Стрільців. Прилучається вулиця Юрія Дрогобича.

## Назва
- 1827 — 1871 роки — Фреснеля або на австрійський манер Фреснельґассе, на честь генерала австрійської кавалерії Генеквіна фон Фреснеля.
- 1871 — листопад 1941 років — Костюшка, на честь польського офіцера, інженера-фортифікатора, політичного діяча Речі Посполитої, учасника Американської революції та керівника національно-визвольного повстання 1794 року, національного героя Польщі, Білорусі, Литви та Сполучених Штатів Тадеуша Костюшка[5].
- листопад 1941 — липень 1944 років — Вінтерґассе.
- від липня 1944 року — сучасна назва вулиця Костюшка[6].

## Забудова
В архітектурному ансамблі вулиці Костюшка присутні класицизм, історизм, віденська сецесія. Декілька будинків внесені до Реєстру пам'яток архітектури місцевого значення.
№ 1 — наріжна кам'яниця з вулицею Дорошенка, споруджена у 1905—1906 роках архітектурним бюро Міхала Уляма та Зигмунта Кендзерського, за проєктом архітекторів Тадея Обмінського та Філемона Левицького в стилі орнаментальної сецесії. Будинок у ряді житлової забудови, розташований зі східного торця кварталу, на розі вулиць Костюшка, 1 (східний фасад) та Дорошенка, 20 (південний фасад). Тильний північний фасад виходить на вулицю Юрія Дрогобича та має № 1а. Початково тут розташовувався готель «Народна гостинниця». У 1920-х роках в приміщенні колишньої «Народної гостинниці» містилося кафе та ресторація «Република». Тепер в приміщенні колишньої ресторації міститься паб «Зеник. Митник».
№ 1а — тильний північний фасад будинку № 1, що виходить на вулицю Юрія Дрогобича. Тут у 1927 році містився торговий відділ «Маслосоюзу». За Польщі тут також містилася чоловіча кравецька майстерня Анджея Дуфанця. У радянські часи містилася перукарня та продуктова крамниця. Від 1999 року будинок використовується Західною регіональною митницею ДФС України. Будинок Реєстру пам'яток архітектури місцевого значення під охоронним № 728-м.
№ 2 — у міжвоєнний період тут містилася фабрика картонних коробок Кройцфукса, а також сучасна читальня. Нині перший поверх будинку займають кафе «Краків», магазини білизни «Спокуса сну» та шкіргалантереї «Vivat Accessories», крамниця алкогольних напоїв «Чарка до свята», кав'ярня «Блек Хані». З кінця 1933 року в будинку розташовувалася синагога «Ахіезер», що належала спілці російських євреїв «Ахіезер», заснована біженцями з Проскурова у 1920 році. Один вхід до приміщення синагоги був з вулиці Костюшка, інший — з вул. Сикстуської, 16 (нині — вул. Дорошенка), через подвір'я наліво.
№ 3 — кам'яниця, споруджена на розі нинішніх вулиць Костюшка та Юрія Дрогобича. До 1939 року тут на першому поверсі містився ресторан «Гастрономія». В будинку у 1920-х—1930-х роках містився осередок УНДО. У 1940-х—1950-х роках тут містилося обласний дорожній відділ. Нині приміщення першого поверху займають крамниці сонцезахисних окулярів «На очі» та жіночого одягу, салон «Custom house tattoo», один з офісів тур-оператора «Travel Inn» та інші.
№ 5 — у цій кам'яниці за Польщі містилася друкарня Бучковського. У 1940-х—1950-х роках тут містилася артіль диплому другого ступеню імені Лесі Українки, що виконувала замовлення населення із пошиття чоловічого, жіночого та дитячого одягу. Нині тут розташований хостел «Черрі». Також приміщення першого поверху займають магазин електроніки та ІТ-послуг «Apple house» та крамниця-пекарня «Грузинський хліб», кафе «SanCrua», а також на розі з вулицею Січових Стрільців, 17 розташована книгарня «Є».
№ 6 — кам'яниця, споруджена у 1909—1910 роках бюро будівельної фірми архітекторів Юзефа Сосновського та Альфреда Захаревича, за проєктом Альфреда Захаревича в стилі неокласицизму початку XX століття. Автором скульптурного оздоблення будинку — скульптор Зиґмунт Курчинський. На початку XX століття власником ділянки був відомий львівський адвокат Осія Вассер. Перед початком другої світової війни в будинку працював магазин Станіслава Добжанського з продажу друкарських машинок американської фірми «Royal». Нині колишня кам'яниця Вассера функціонує як багатоквартирний житловий будинок. Будинок внесений до Реєстру пам'яток архітектури місцевого значення під охоронним № 1604-м. На першому поверсі розташовані хоспер-паб «Когут» та ресторан «Женева».
№ 8 — чотириповерхова наріжна з вул. Січових Стрільців, 13 кам'яниця, споруджена 1869 року за проєктом архітектора Едмунда Келера. За Польщі тут містилbся нафтове товариство «Галіція», що спеціалізувалася на продажі ізоляційних матеріалів та нафтопродуктів, а також компанія «Спарт», що спеціалізувалася на продажах технічних виробів. За радянських часів тут працювали лабораторія механічних вимірювань комітету у справах мір та вимірювальних приладів, Обласний відділ сільського господарства, трест «Укрводбуду», згодом Обласне управління сільського господарства, обласна контора із заготівлі та збуту племінних і корисних тварин та коней і бюро державної бухгалтерської експертизи, нині тут містяться Державна фінансова інспекція у Львівській області, Почесне консульство ФРН, Західний офіс Держаудитслужби.
№ 9 — власником будинку на початку XX століття був Бронислав Здуньчик. Тут за Польщі діяла центральна каса для сільськогосподарських спілок, Польське наукове товариство..
№ 11 — будівля колишнього Крайового господарчого банку, споруджена у 1895—1903 роках, на розі нинішніх вулиць Костюшка та Листопадового Чину, за проектом архітектора Юліуша Цибульського в стилі неоренесансу. Будинок у своєму плані має V-подібну конфігурацію. Скульптурний декор Антона Попеля. Нині тут міститься Львівський державний університет фізичної культури імені Івана Боберського. Будинок внесений до Реєстру пам'яток архітектури місцевого значення під охоронним № 1605-м.
№ 14 — нині в будинку міститься бутік-готель «Family Residence».
№ 16 — власницею будинку на початку XX століття була Марія Черняковська. У будинку міститься Львівський міський комітет профспілки працівників агропромислового комплексу, одне з приміщень на першому поверсі займає магазин одягу «Висока мода».
№ 18 — у цьому будинку за Польщі містився магазин «Млинотехніка», а також торгували автошинами виробництва фірми «Sanok S.A.», від радянських часів тут працює Львівське бюро подорожей та екскурсій, від часів незалежності — видавництва «Центр Європи», «English student» та магазин одягу «Актуаль».
№ 20 — нині на першому поверсі будинку міститься кафе кримськотатарської кухні «Янтик Кримський».

## Відомі мешканці
- Валенюк Олег Васильович — український і канадський художник[37][38].
- Гром Лаврентій Борисович — український скульптор[39].
- Лесюк Любомир Іванович — український скульптор[40][41].
- Лесюк Олег Любомирович — український художник, скульптор, реставратор[41].